# Begonia angraensis
Espèce
Begonia angraensis est une espèce de plantes de la famille des Begoniaceae.
L'espèce fait partie de la section Trachelocarpus.
Elle a été décrite en 1943 par Alexander Curt Brade (1881-1971).

## Répartition géographique
Cette espèce est originaire du Brésil.